# Chrysolina bankii
Chrysolina bankii é uma espécie de artrópode pertencente à família Chrysomelidae.